# Anoplodactylus tubiferus
Anoplodactylus tubiferus är en havsspindelart som först beskrevs av Haswell, W.A. 1884.  Anoplodactylus tubiferus ingår i släktet Anoplodactylus och familjen Phoxichilidiidae. Inga underarter finns listade i Catalogue of Life.